# モズライト

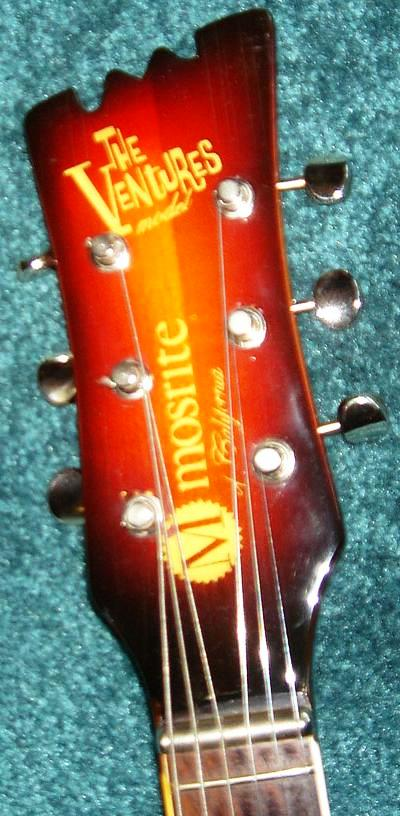
モズライト「ベンチャーズ」モデル

モズライト（Mosrite）は、アメリカ合衆国カリフォルニア州ベーカーズフィールドに本拠を置いていたギター・楽器メーカー。1950年代前半にリッケンバッカーの下請け工房を運営していたドイツ系移民のギタービルダーに技術を享受されたセミー・モズレーによって創設され、幾度の倒産を経ながらも2005年前半までノースカロライナ州ニューランド市ジョナスリッチで継続しており、その後拠点は日本の神戸市に移転されモズライト株式会社として現在に至っている。

## 沿革

### ギター製作習得と創業
セミー・モズレーはロサンゼルス近辺にて1952年ごろからギター製作を開始、その後リッケンバッカー下請け工房でアルバイトし、欧州からもたらされたルシアー（弦楽器製作家）の技術を現在ギター製作に導入したドイツ系の移民ロジャー・ロスマイズル（Roger Rossmeisl）から習得した。同時期にダウニーにて初めてソリッドボディーのギターを製作し、トレモロ・ユニットを発明したポール・ビグスビー（Paul Bigsby）からもギター製作技術を習得した。

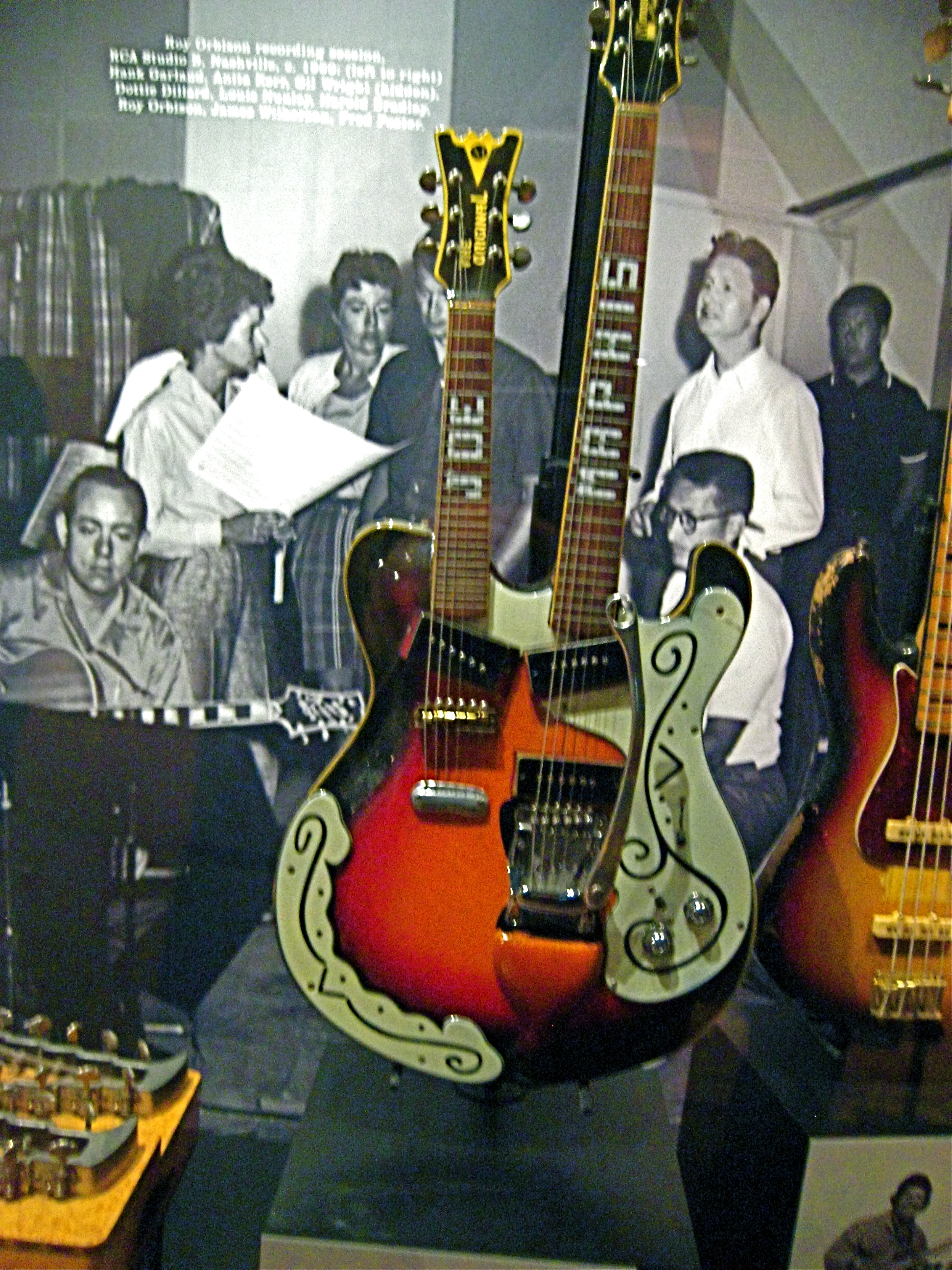
ジョー・メイフィスダブルネック・モデル

1954年にセミーは自宅ガレージでトリプルネックギターを製作。他に製作したダブルネックギターをジョー・メイフィス（Joe Maphis）に提供。1956年に地元の投資家でもある牧師より協力を受け、兄と共同でギター製作会社「モズライト（Mosrite of California）」を起業。「モズレー」の名と投資家の牧師「ボートライト」の名を合わせて「モズライト」とした。
セミーはリッケンバッカーの同僚に社外でギターを製作していることをしゃべり、それが元でリッケンバッカー関連から離れる。
創業当時はすべての生産はカスタムメイドで、ガレージや納屋での手作りであった。

### 成功と倒産
1959年に兄アンディはテネシー州ナッシュビルに移り、増販に挑戦したが少数しか売れなかった。 1951年までロサンゼルスにて生産を続け、少し北のオイルデールに移る。そこで1962年にダブル・ネックのジョー・メイフィス・モデルを設計、弟子のラリー・コリンズにも同モデルを提供。ベンチャーズ・モデルはマークIからマークV、マークX（ベース）、マークXII（12弦）と1963年からベンチャーズとのライセンス契約が終了する1967年まで、フルラインのシリーズとなる。1968年のピーク生産時は月600本のギターを生産していた。
モズライトは1968年末に競合社と契約した後、倒産。その後は直接小売店と契約をし、1969年に工場のドアが施錠されるまで280本のギターを販売した。倒産2年後、モズレーはモズライトの名を買い戻し、1970年にはギター製作を再開。その後1970年度半ばに 1981年にノースカロライナ州に、1991年にアーカンソー州に移動。
セミーモズレーはギター製作には長けていたが、基礎的な事業運営力に欠けており、1960年代から1970年代にかけて何度も事業的に困難に陥りながら自ら製作を継続していた。ほとんどの商品はモズライトの評判が高かった日本への輸出であった。セミー・モズレーは1992年に死去。

### 日本での事業継続とその後
モズライト・ギターは特有のデザイン、音質から多くのギタリストに愛用され、ベンチャーズや加山雄三、寺内タケシの影響で特に日本で人気を博しグループ・サウンズ期にも需要があった。1968年5月には日本のファーストマン楽器がAvengerモデルを販売したが、正式なライセンス契約は結ばれていなかった。Avenger（復讐者）のネーミングはVentureの発音を捩ったものである。当時の日本ではモラレスES-300やES-500を筆頭にさまざまなコピーモデルが氾濫していたがAvengerモデルも同様である。このFirstman Avengerモデルが正式な契約がなされていなかったことは、当時ファーストマン楽器の社長 故森岡一夫氏が後に「Firstman」商標をフィルモア楽器が森岡氏に無断で商標登録していたことで大阪北区西天満の弁護士に無効審判の訴訟依頼を行った際、自ら正式契約はしていなかったこととセミーモズレー氏と一度も面識が無かったことを証言録取しており、これらはロレッタモズレー夫人の証言とも合致している。セミーモズレー氏は亡くなる間際までこのAvengerの件は激怒していたとロレッタ夫人は証言している。
1970年代の後半から、パンク・ロックバンド、ラモーンズのギタリスト、ジョニー・ラモーンが愛用していたこともあり、今も多くの若者に支持されている。
後に、1980年代末に、ノースキャロライナ州ニューランド市ジョナスリッジに（この工場は放火による被害を受けている）、そして晩年はアーカンソー州ブーンヴィル村に移転し、村興しの一環としてブーンヴィル村とセミーモズレーが設立した合弁会社ユニファイドサウンド社が生産を行っていたが、1992年にモズレーが死去すると妻のロレッタ・モズレー夫人が経営を引き継いだが1994年にブーンビルでの事業継続を一旦閉業し、２年後ノースカロライナ州ニューランド市ジャナスリッチ（ロレッタ夫人の出身地で19８0年代にリスタートしたモズライトリイシューシリーズの最初の生産地に移り事業を継続した。
一方1976年からモズライトの中古品等を扱っていた日本のフィルモア楽器（1976年6月創立）がセミーモズレー氏の死後、浮いた商標を非合法に取得し、国内の個人工房に製造を委託してモズライトとして不真正品を販売していたが現在は閉業。
ファーストマン楽器は昭和44年 7月にヒルウッドに名称変更しギター製作から撤退した。その際、ファーストマン社の下請け会社であった黒雲製作所がAvengerやベンチャーズモデルなどの生産を続けていたため、商標使用の権利を巡って前述のフィルモア楽器が無効審判を起こしたが東京地方裁判所（平成19(ワ)5022）において双方共に正式な商標権を持たないことが確認された。
その後ロレッタ未亡人がモズライトの主権を主張し、京都府に工房を設け、かつてモズライトの工場に勤務しているクラフツマンを迎えてモズライトギターの受注生産を開始した。これによりモズライトギターはフィルモア製モズライトと黒雲製作所製の不真正品が存在するが、2009年6月15日、ロレッタ・モズレー夫人が(株)フィルモア及びアメリカでのモズライトのディストリビューターである"Ed Roman Guitars"社を相手取り、「モズライト」の所有権を改めて明確にすることを求め、アメリカ合衆国連邦裁判所に対し提訴、正式にロレッタ未亡人がモズライトの版権を奪回した。
2009年8月24日アメリカ合衆国ノースカロライナ州シャーロット市の公証人役場に於いてモズライト継承者ロレッタモズレーと岩堀典明（現モズライト株式会社 代表取締役）間でセミーモズレーに係るすべての権利について正式に譲渡され公証されている。
なお日本におけるモズライト商標を含む故セミーモズレー氏が考案し取得したすべての権利は「Semie Moseley商標」に全て帰属する旨、並びにその権利はロレッタモズレー夫人と岩堀典明（モズライト株式会社）が有するとの最高裁判決が2012年10月に確定した。
従ってこれまで排他的にモズライト商標を行使できると目されていた株式会社フィルモア（現登記上 東京都西東京市）は、最高裁で完全に敗訴し閉業した。　
2025年現在モズライトギターは神戸市中央区のモズライト株式会社に於いてのみ正規品の受注・販売を継承・継続されている。　

## 著名なユーザー（順不同）
- 寺内タケシ
- 織田哲郎
- 會田茂一
- 斉藤和義
- 三原綱木（ジャッキー吉川とブルー・コメッツ）
- エド山口
- Char
- 高中正義
- 徳武弘文(Dr.K Project)
- 加山雄三
- 村下孝蔵
- 浅野孝己（ゴダイゴ）
- 西山　毅
- エディー藩
- BORO
- 宇都木　裕(元寺内タケシとブルージーンズ)
- 星川　薫(元寺内タケシとブルージーンズ)
- 中村真也(寺内タケシとブルージーンズ)
- 南條耕平(寺内タケシとブルージーンズ)
- 楠本雅祥(寺内タケシとブルージーンズ)
- イザベル＝ケメ鴨川（元キノコホテル）
- ジョー・メイフィス
- バック・トレント
- フレッド・ソニック・スミス（MC5時代）
- ザ・ベンチャーズ
- ジョニー・ラモーン（ラモーンズ）
- カート・コバーン（ニルヴァーナ）
- リッキー・ウィルソン（B-52's）
- 長岡亮介　浮雲（東京事変）
- 小山将平(BCV)
- 西間木　陽(BCV)
- 加藤大清(BCV)
- 山下達郎（竹内まりやの「家に帰ろう (マイ・スイート・ホーム)」MVで12弦を使用）
- 北原照久
- 高見沢俊彦
- ROLLY
- ちっち
- いしわたり淳治
- 平沢進
- 金剛地武志（yes, mama ok?）
- 川崎亘一（the band apart）
- 浜野純（ガセネタ）
- 中尾憲太郎（ナンバーガール）
- 長渕剛
- 秋山黄色
- 木川尚紀
- 愛知の若大将